# Elvandia Story
Az Elvandia Story (エルヴァンディア ストーリー; Hepburn: Eruvandeia Sutōrī) egy taktikai szerepjáték PlayStation 2 játékkonzolra. A Spike fejlesztette és adta ki Japánban 2007. április 26-án. A játék nagy felbontású kétdimenziós spriteokat alkalmaz. A játék harcrendszere a Fire Emblem-éhez hasonlatos, a kamera izometrikus nézetbe vált a harcok során. A zenéjét a Metal Gear Solid játékok zenéjét is jegyző Hibino Norihiko komponálta. Az Elvandia Story főcímdalát; a Raion no Cubaszát (ライオンの翼) Jonekura Csihiro énekli.